# Mlimba (Distrikt)
Mlimba ist ein Distrikt der Region Morogoro in Tansania mit dem Verwaltungssitz in Mlimba. Er grenzt im Norden an die Region Iringa, im Osten an den Distrikt Ifakara (TC), im Südosten an den Distrikt Ulanga, im Süden an den Distrikt Malinyi und im Südwesten an die Region Ruvuma.

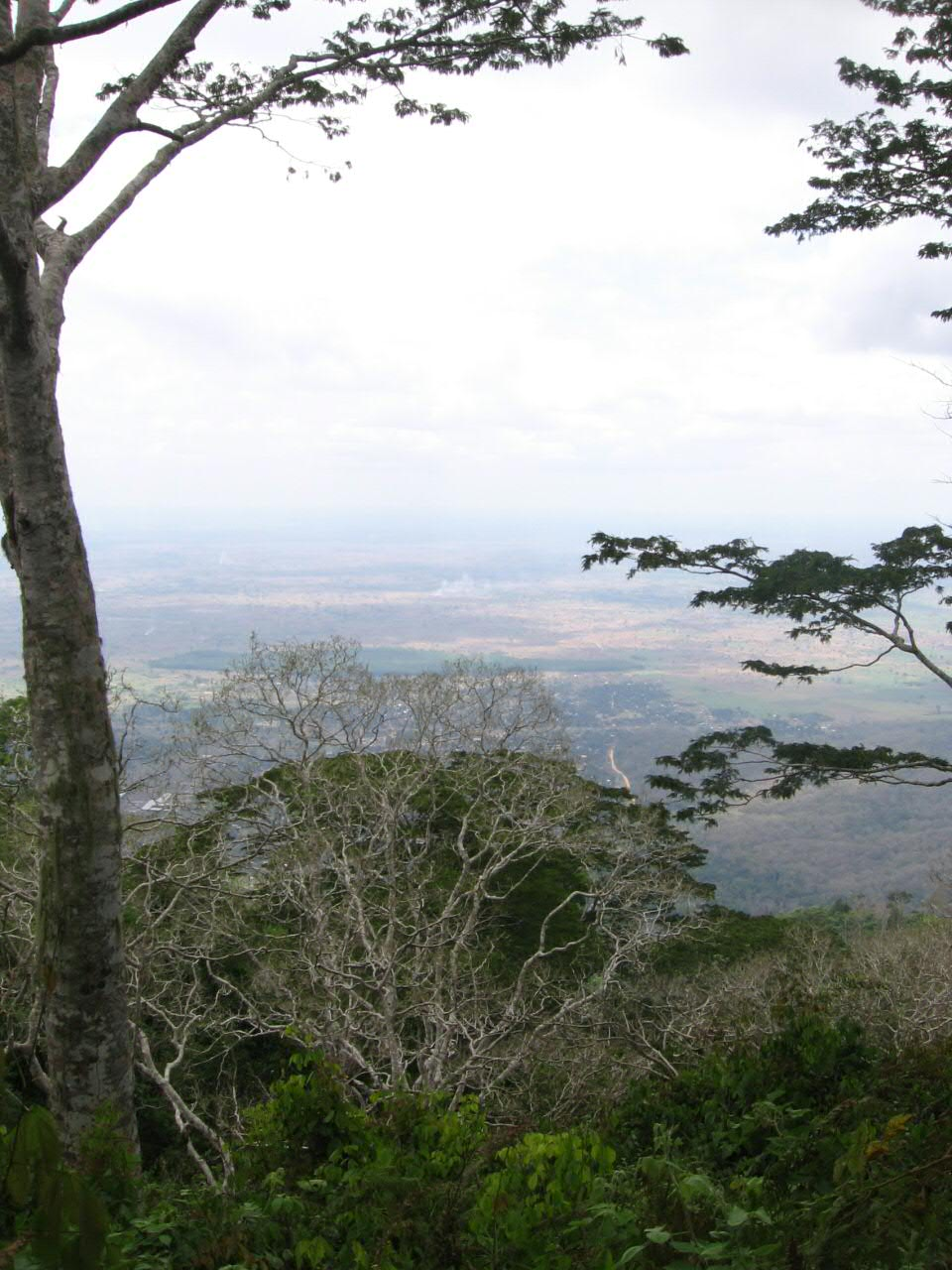
Blick über das Tal des Kilombero

## Geographie
Mlimba liegt im Südwesten von Tansania im Überschwemmungsgebiet zwischen dem Fluss Kilombero im Südosten und den Udzungwa-Bergen im Nordwesten und hat 292.536 Einwohner (Volkszählung 2022).
Das Klima in Mlimba ist tropisch mit geringen Niederschlägen in den Monaten von Juni bis Oktober. Der jährliche Niederschlag von durchschnittlich 1445 Millimeter fällt großteils von Dezember bis April. Die Temperatur schwankt von 21,4 Grad im Juli bis 27,2 Grad im November.

## Geschichte
Der Distrikt entstand vor der Volkszählung 2022 aus dem Distrikt Kilombero, von dem der Ostteil an Ifakara (TC) abgegeben wurde.
Die Bevölkerungszahl stieg von 127.233 im Jahr 2002 auf 181.200 bei der Volkszählung 2012 und weiter auf 292.526 im Jahr 2022.

## Verwaltungsgliederung
Mlimba ist in 16 Bezirke (Wards) gegliedert:
- Ching'anda
- Chisano
- Chita
- Idete
- Igima
- Kalengakelu
- Kamwene
- Masagati
- Mbingu
- Mchombe
- Mlimba
- Mngeta
- Molu
- Namwawala
- Uchindile
- Utengule

## Bevölkerung
Das Gebiet wird hauptsächlich von Wapogoro, Wandamba, Wabena und Wambounga bewohnt.

## Wirtschaft und Infrastruktur
Mlimba ist ländlich und von der Landwirtschaft geprägt. Hauptanbauprodukte sind Mais, Reis und Zuckerrohr. Der größte Betrieb des Distriktes ist die Sugar Company.